# Kurt Westergaard
Kurt Westergaard (født 13. juli 1935 i Døstrup, død den 14. juli 2021) var en dansk karikaturtegner, siden 1983 karikaturtegner for Jyllands-Posten. Han blev særdeles kendt for i 2005 at have tegnet en af Muhammed-tegningerne, der forestiller Muhammed med en bombe i turbanen.

## Baggrund
Westergaard var lærer 1958 fra Ranum Seminarium og tysklærer på Grindsted Kost-og Realskole. Han blev i 1968 ansat som skoleinspektør på en specialskole på Djursland under Socialstyrelsens Specialskolesystem, tidligere kendt som åndssvageforsorgen.
Vestergaard staves med enkelt V, men hans 'nom de guerre' er KW.

## Kunstneren Kurt Westergaard
Kurt Westergaard stoppede på Jyllands-Posten som 75-årig og begyndte samtidigt som kunstner. Hans tegninger blev efterspurgte og sælges i dag i 58 lande verden over.[kilde mangler]
Galleri Draupner i Skanderborg havde på syv år 20 udsolgte udstillinger med Kurt Westergaards kunst. Galleriet flyttede senere til Luxembourg under navnet Art International Luxembourg og udstillede der Kurt Westergaards værker.

## Drabsforsøg og trusler
Efter at Kurt Westergaard på opfordring fra Politiets Efterretningstjeneste (PET) havde levet i skjul i et par måneder, anholdt PET den 12. februar 2008 tre personer med tunesisk baggrund, som angiveligt skulle have haft til hensigt at slå tegneren ihjel.
Den 1. januar 2010 klokken 22 trængte en 28-årig mand med somalisk baggrund ind i Westergaards hjem ved at smadre ruden i hoveddøren. Westergaard slap fra overfaldet ved at låse sig inde i et sikringsrum/toilet. Overfaldsmanden blev skudt i den ene arm og det ene ben af politiet, der hurtigt ankom til stedet, da han angreb dem med økse og kniv.
Han blev idømt 10 års fængsel og udvisning af Danmark for bestandigt i Vestre Landsret den 22. juni 2011.
I marts 2013 blev en 29-årig psykiatrisk anbragt mand varetægtsfænglet efter at være fremkommet med bombetrusler mod Westergaard.